# Makrisz Zizi

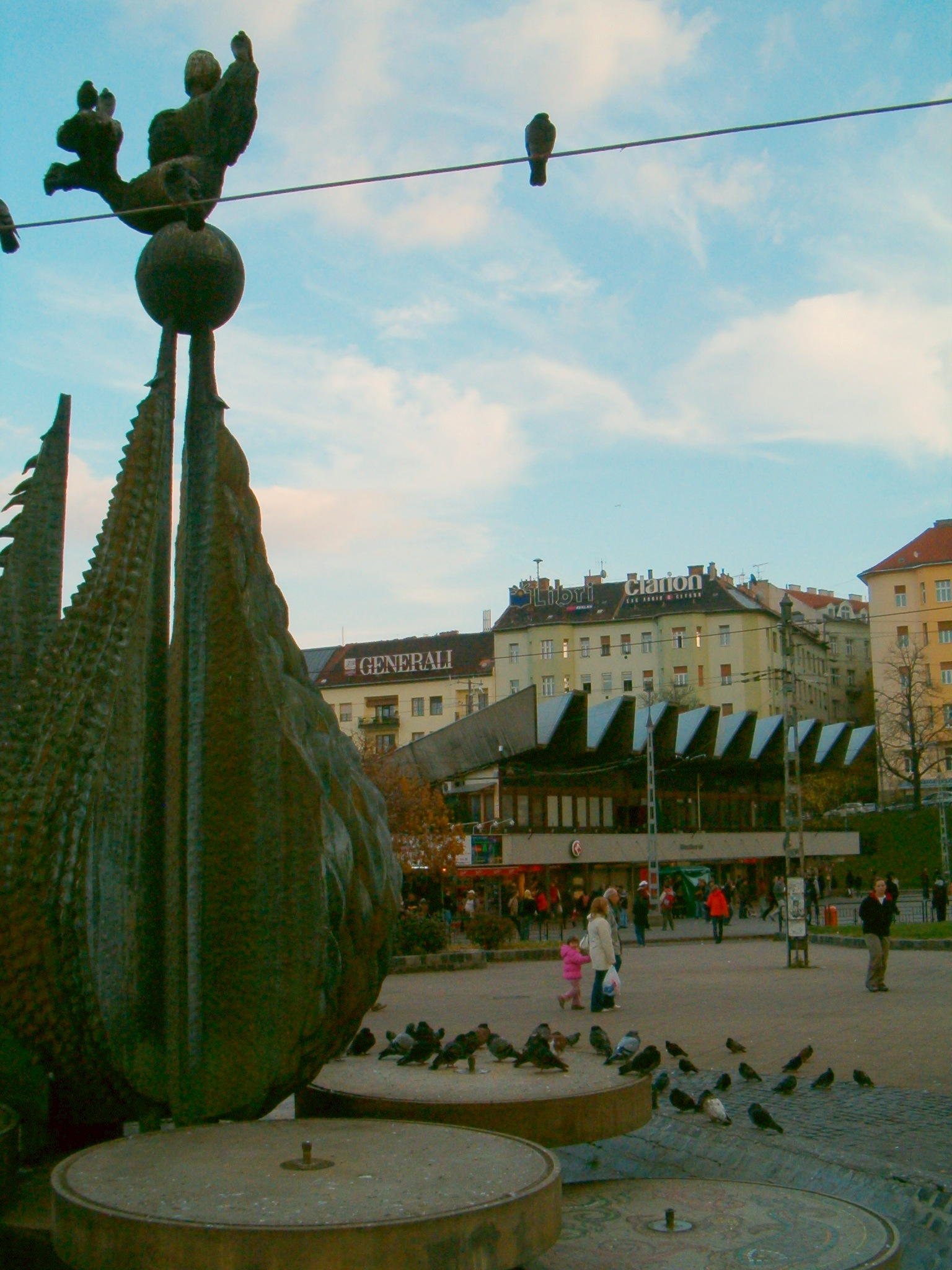
Férjével és Tokár György építésszel közösen létrehozott köztéri alkotása az egykori Moszkva téren

Makrisz Zizi, született Luise Srnić (Fabasz, 1924. december 12. – 2014) jugoszláviai születésű grafikus, gobelintervező, mozaikkészítő. Linó- és fametszeteket is készített. Makrisz Agamemnon szobrászművész (1913 - 1983) felesége. Magyarországon, majd Franciaországban élt.

## Életpályája
Művészeti tanulmányait Párizsban, az École des Beaux-Arts-on végezte 1950-ben.1951-ben férjével, Makrisz Agamemnon görög szobrászművésszel együtt Magyarországra költözött. Kezdetben kizárólag grafikával foglalkozott. 1960-ban Görögországban letartóztatták. Másfél évet töltött börtönben, ahol linóleum- és fametszetek sorozatát készítette. Ő illusztrálta Jannisz Ritszosz 1964-ben Holdfényszonáta címmel magyarul megjelent verseit, valamint a  Kövek című újgörög antológiát is (1966-ban jelent meg). Több utazásán szerzett élményeit rajzsorozatokon örökítette meg. Gobelineken kívül 1964-től mozaikokat is készített, előbb monumentálisakat, 1974-től táblakép méretűeket is. A látványélményt közvetlenül rögzítő rajzokon alapuló nagyobb művein leegyszerűsíti és dekoratív ábrává írja át a motívumokat.

## Egyéni kiállításai
1953-tól állított ki magyarországi tárlatokon.
- 1950 • Párizs
- 1956, 1958 • Peking
- 1958 • Kulturális Kapcsolatok Intézete Kiállítóterem, Budapest (kat.) • Derkovits Terem, Budapest
- 1962 • Műcsarnok, Budapest
- 1963 • Athén • Mexikóváros
- 1964 • Havanna
- 1973 • Csók Galéria, Budapest (gyűjteményes)
- 1974 • Párizs
- 1975 • Nagy Balogh János Kiállítóterem, Budapest • Szovjet Kultúra és Tudomány Háza, Budapest
- 1976 • Madách Galéria, Vác
- 1977 • Egyesült Izzó Sportcsarnok, Budapest (Makrisz Agamemnonnal)
- 1978 • Helikon Galéria, Budapest
- 1979 • Nemzeti Galéria (Makrisz Agamemnonnal) • Athén
- 1985 • Vigadó Galéria, Budapest (Makrisz Agamemnonnal)
- 1986 • Washington, Barátság Ház, Székesfehérvár (Makrisz Agamemnonnal)

## Díjai, elismerései
- Munkácsy Mihály-díj (1959, 1963),
- Érdemes művész (1984).